# Geneviève Lalonde
Geneviève Lalonde, född 5 september 1991, är en friidrottare från Kanada. Hon deltog vid olympiska sommarspelen 2016 och olympiska sommarspelen 2020.